# Cactosoma aspera
Cactosoma aspera är en havsanemonart som först beskrevs av Stephenson 1918.  Cactosoma aspera ingår i släktet Cactosoma och familjen Halcampidae. Inga underarter finns listade i Catalogue of Life.